# ビズヒッツ
株式会社ビズヒッツ（英: Biz Hits Inc.）は、三重県鈴鹿市に本社を置く企業である。

## 概要
2009年創立。インターネットメディア制作、派遣、パート、アルバイトなどの求人情報サイトを運営している。

## 沿革
- 2009年1月19日 - 株式会社ウェブヒッツ設立
- 2010年1月 - 三重県鈴鹿市に三重本社設立
- 2011年11月 - 東京都中野区に東京拠点設立
- 2019年3月5日 - 株式会社ウェブヒッツを株式会社ビズヒッツへ会社名変更
- 2020年4月13日 - 三重県鈴鹿市鈴鹿ハイツ22-21へオフィス移転

## 事業
- 業務効率化サポート事業
- クラウドソーシング・在宅ワーカー導入コンサルティング事業
- パソコン業務の動画マニュアル導入サポート事業
- メディア事業（ビジネスの問題解決を考えるメディア：Biz Hits）
- 求人情報サイト運営（派遣・パート・アルバイト求人情報サイト：Biz Hits Work）」

## 受賞歴
2020年4月14日 Chatwork活用コンテスト「消えた仕事とその道のり」でGREAT APPROACH賞を受賞